# Graham Gouldman
Graham Gouldman (ur. 10 maja 1946 w Broughton Park) – brytyjski kompozytor, gitarzysta i wokalista. Największe sukcesy odnosił jako członek zespołu 10cc (1972–1983) i później. Współautor takich przebojów jak: „I’m Not in Love” (1975) i „Dreadlock Holiday” (1978). 

## Życiorys i kariera muzyczna

### Lata 50. i 60.
Graham Gouldman urodził się w Broughton Park w ortodoksyjnej rodzinie żydowskiej. W dzieciństwie wspólnie z Kevinem Godleyem i Lolem Creme’em występował w lokalu żydowskiej organizacji młodzieżowej Jewish Lads’ Brigade w Manchesterze. Godley i Creme później uczęszczali do szkoły artystycznej (w latach 70. wszyscy trzej spotkali się razem jako członkowie zespołu 10cc). Jako nastolatek Gouldman słuchał takich wykonawców jak: Elvis Presley, Chuck Berry, Little Richard, The Everly Brothers, Buddy Holly i Eddie Cochran. Później zainteresował się twórczością rodzimych wykonawców: Lonniego Donegana, (gwiazdy muzyki skifflowej), Cliffa Richarda i zespołu The Shadows. W 1957 jego kuzyn Ronnie przywiózł mu gitarę z Hiszpanii. Na początku lat 60. zainteresował się piosenkami The Beatles. Po wysłuchaniu w 1963 roku jednej z nich, „Please Please Me” postanowił zostać muzykiem. Jak stwierdził po latach, piosenka ta zmieniła jego życie. Później przyznawał się do wpływu The Beatles na 10cc, a osobiście, jako gitarzysta basowy – do wpływu Paula McCartneya. W latach 1965–1966 skomponował szereg piosenek dla innych wykonawców, w tym dla: The Yardbirds („For Your Love”, „Heart Full of Soul” i „Evil Hearted You”), The Hollies („Bus Stop”) i Herman’s Hermits („No Milk Today”).
W lutym 1966 roku Gouldman zadebiutował jako solista wydając singiel „Stop or I’ll Be Gone”; współpracował także z Friday Brown, piosenkarką z Manchesteru (wyprodukował później jej singiel, „Ask Any Woman”). W listopadzie 1966 roku Brown dołączyła, razem z Gouldmanem, do zespołu High Society, którego członkiem był między innymi John Paul Jones, przyszły basista Led Zeppelin. High Society nagrał jednak tylko jeden singiel, „People Pass By”.
W marcu 1968 roku Gouldman został członkiem zespołu The Mindbenders, w składzie którego był między innymi Eric Stewart. Zespół ten rozwiązał się 22 listopada tego samego roku. Ważnym etapem w karierze Gouldmana było skorzystanie z zaproszenia Erica Stewarta i wstąpienie w charakterze partnera do studia nagraniowego Strawberry Studios, zorganizowanego przez Stewarta i Petera Tattersalla. W tym czasie Gouldman zrealizował kilka własnych projektów, w tym instrumentalną wersję piosenki „The Windmills of Your Mind” Noela Harrisona (jako Graham Gouldman Orchestra) oraz kilka nagrań dla wytwórni-efemerydy Marmalade, wśród których znalazły się piosenki „The Late Mr. Late” i „To Fly Away”, nagrane wspólnie z Kevinem Godleyem. W 1968 roku nagrał solowy album, The Graham Gouldman Thing. Gdy wytwórnia Marmalade upadła na początku 1969 roku, Gouldman przeniósł się do Nowego Jorku, aby zostać kompozytorem kontraktowym w spółce producenckiej Kasenatz/Katz. Owocem jego działalności były między innymi dwa hity zespołu Ohio Express, „Sausalito” i „Tampa Florida” oraz (wspólnie z zespołem Freddie and the Dreamers) „Susan’s Tuba”.

### Lata 70. i 80. 10cc

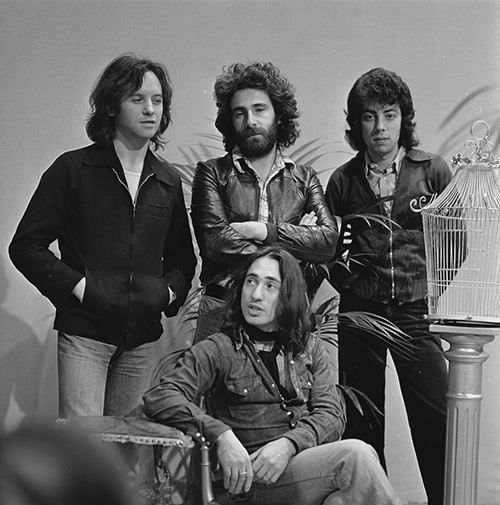
10cc w 1974 roku; stoją (od lewej): Eric Stewart, Kevin Godley, Graham Gouldman, siedzi: Lol Creme

Latem 1972 roku Graham Gouldman doprowadził do powstania zespołu 10cc pozyskując do współpracy Erica Stewarta, Kevina Godleya i Lola Creme’a. W okresie 1972–1976 10cc zawojował łamy prasy rockowej, stając się jednym z najczęściej opisywanych zespołów tego gatunku w Anglii. Wydał serię przebojowych singli i albumów sprzedawanych na całym świecie. Chociaż Stewart i Gouldman stali się bardzo skutecznym i odnoszącym sukcesy duetem autorsko-kompozytorskim („The Wall Street Shuffle” (1974), „I’m Not in Love”, „Art for Art’s Sake” (obie 1975), w listopadzie 1976 roku Godley i Creme opuścili zespół, a na ich miejsce przyszli Tony O’Malley, Paul Burgess, Rick Fenn i Stuart Tosh. Później miały miejsce kolejne zmiany personalne w zespole. Ostatni album, Windows in the Jungle, zespół wydał w 1983 roku, po czym rozpadł się.
W 1980 roku Gouldman napisał muzykę do amerykańskiego filmu animowanego Olimpiada zwierząt w reżyserii Stevena Lisbergera. W latach 80. nagrał kilka albumów w duecie z Andrew Goldem (jako Wax): Magnetic Heaven (1986), American English (1987) i A Hundred Thousand In Fresh Notes (1989).

### Lata 90. i późniejsze
W 1991 roku zespół 10cc reaktywował się w oryginalnym składzie: Stewart, Gouldman, Godley i Creme, by nagrać album ...Meanwhile. Choć album został dobrze przyjęty w Europie i Japonii, to wkrótce po jego wydaniu Godley i Creme odeszli z zespołu. Po wydaniu albumu Mirror Mirror w 1995 roku i kolejnej trasie koncertowej zespół rozpadł się. W 1999 roku Gouldman powołał do życia nowy skład 10cc, w którym znaleźli się: Rick Fenn i Paul Burgess oraz nowicjusze: Mick Wilson i Mike Stevens. Zespół ten nie wydał żadnych nowych nagrań, poświęcając się wyłącznie koncertowaniu i przypominaniu dawnych hitów 10cc i niektórych hitów samego Gouldmana.
W 2000 roku wydał swój drugi solowy album, And Another Thing.
W 2014 roku Gouldman został członkiem Songwriters Hall of Fame (Salonu Sławy Autorów Piosenek). Przed nim członkami Salonu zostali: Irving Berlin, Burt Bacharach, Neil Sedaka, John Lennon, Paul McCartney, Bob Dylan, Bruce Springsteen, Elton John, Leonard Cohen i Sting.
W 2015 r. Broadcast Music, Inc. w USA ogłosił go Ikoną Przemysłu (Icon of the Industry) na specjalnej ceremonii w Londynie, w trakcie której Gouldman zachwycił publiczność akustycznym wykonaniem utworu „I’m Not in Love” w towarzystwie wokalistki Lisy Stansfield.
W 2018 roku Gouldman został członkiem zespołu Ringo Starr and His All-Starr Band biorąc udział w jego trasie koncertowej. W listopadzie 2019 roku zapowiedział wydanie nowego albumu, Modesty Forbids, z udziałem Ringo Starra. Album ukazał się 20 marca 2020 roku nakładem wytwórni Rosala Records w 2 wersjach: jako CD i LP.